# Cei ce ne-au dat nume
Cei ce ne-au dat nume este primul LP al formației Phoenix, editat în anul 1972 la casa de discuri Electrecord. De asemenea, acest album reprezintă primul LP din rock-ul românesc imprimat pe disc de vinil de 12" (30 cm).

## Prezentare
Așa cum este prezentat eufemistic pe copertă, discul conține, pe o față, „o selecție” a unor piese dintr-o lucrare mai amplă, pe care formația o prezenta în concerte și, pe cealaltă față, două piese compuse în aceeași perioadă: „Negru Vodă” și „Pseudo-Morgana”. Ideea acestui material a fost sugerată liderului formației de decizia lui Nicolae Ceaușescu, din aprilie 1971, că de atunci înainte toate producțiile culturale să aibă filon folcloric. 
„Vrei folclor? Îți dăm noi folclor!”—Nicolae Covaci
Împreună cu basistul și compozitorul Josef Kappl, Nicu Covaci a prelucrat o serie de teme populare, dorind să înglobeze în viitorul spectacol datini de nuntă și de înmormântare, datini de peste an.
„«Cei ce ne-au dat nume» a fost conceput ca un ciclu, urmând perindarea anotimpurilor dintr-un an. Începutul îl făceam prin niște melodii consacrate înmormântării, cu datinile de înmormântare, simbolizând îngroparea unui ciclu trecut. Treceam în primul anotimp, cântând câteva piese inspirate din ritualuri de primăvară, cântece de vară, de toamnă, de iarnă, colinde și terminam cu punctul culminant din evoluția unei generații, cu nunta. Apoi, sugeram trecerea și continuarea ciclului la nivelul următor, reluat cu datini de înmormântare.”—Nicolae Covaci – Phoenix, însă eu...''
Dar anumite teme, considerate „tabu” în acele vremuri din România comunistă au dus la cenzurarea materialului, astfel încât dintr-un dublu LP s-a ajuns la unul simplu. Au fost scoase piese precum „Vișina”, „Cei ce ne-au dat nume”, „Cocoșii negri” (un scurt fragment din această melodie poate fi auzit în filmul Nemuritorii, în regia lui Sergiu Nicolaescu, 1974) sau chiar un fragment recitat de Diogene (Lelu) Bihoi. Cu toate acestea, încă mai există o înregistrare audio a unuia dintre concerte, datând din anul 1971. 
Textele de pe acest album, în majoritate populare, au fost completate de Victor Cârcu „cu atâta sensibilitate, încât este greu de deosebit care dintre strofe sunt originale și care au fost scrise pentru noi.”

Friza sculptată în malul râului Timiș, folosită în grafica LP-ului

Coperta originală a fost creată de Valeriu Sepi și prietena acestuia, Lili, ambii studenți la Arte Plastice. Pregătită pentru un dublu LP, pe prima față a apărut, în roșu, pasărea phoenix, iar în interior a fost folosită, drept fundal, imaginea unei frize sculptate de Nicu Covaci într-un mal de lut împietrit al Timișului. În partea superioară, se aflau fotografiile membrilor formației (de la stânga la dreapta: Sepi, Kappl, Covaci, Baniciu, Petrescu), puternic solarizate, astfel încât să nu li se vadă părul și bărbile și să poată trece de cenzură. Dedesubt, în apele Timișului se înfiripa o scenă dintr-un concert. După lansarea albumului în câteva mii de exemplare, ediția a doua a fost privată de această copertă, cea nouă având scris pe ea doar „Phoenix”, cu albastru, fără text de prezentare pe spate. Albumul a mai fost reeditat pe disc de vinil în 1992, cu o copertă nouă, și în 1999 pe compact disc. De asemenea, a beneficiat și de o ediție poloneză, limitată, scoasă la casa de discuri Polskie Wydawnictwo Muzyczne în decembrie 1998 (care mai conține în plus și piesele „Mamă, mamă” și „Te întreb pe tine, soare...”, extrase de pe EP-ul din 1973).
„Discul de față, conținând pe fața A selecțiuni dintr-un spectacol original al grupului (intitulat «Cei ce ne-au dat nume»), își propune să valorifice o serie de obiceiuri tradiționale, datini și aspirații ale străbunilor ce ne-au dat nume. Avem de-a face nu cu o simplă mutație de armonii în registrul modern, ci cu o structurare contemporană a datinilor legate de ciclul anotimpurilor. Atenția membrilor formației a fost îndreptată spre îmbinarea liniei melodice populare cu ritmul arhaic românesc, spre o actualizare și valorificare a înțelepciunii versurilor populare. Partea de început a discului introduce în atmosfera folclorică sugerând înmormântarea ciclului vechi al anotimpurilor. Este vorba de preludiul instrumental „A oilor” (prelucrare a unei datini de oierit din Oaș-Maramureș), completat cu prelucrarea unui bocet (executat la fluier). Urmează «Jocul timpului», lucrare originală ce utilizează măsurile alternative tipic folclorice, înviorând atmosfera de trecere la noul ciclu, ce debutează cu prelucrarea unei datini de primăvară, din Valea Almăjului – Banat: «Păpăruga», păstrându-se dialectul arhaic bănățean. Urmează, în succesiune firească, celelalte anotimpuri: compozițiile proprii «Vara» (utilizând măsurile mixte) și «Toamna», precum și «Iarna» – prelucrarea unei datini de iarnă («Leroloi») din Valea Almăjului – Banat, utilizând măsurile alternative. Piesa instrumentală ce urmează, «Jocul caprelor», este prelucrarea unei alte datini de iarnă, de astă dată originară din Câmpulung – Suceava. Remarcabilă este în această lucrare reproducerea sunetelor produse de instrumente populare (cimpoi, buhai), precum și utilizarea unor capre de lemn construite de membrii formației. În sfârșit, fața A a discului se încheie cu «Nunta», compoziție originală cu tentă modernă, ce păstrează însă culoarea folclorică datorită întrebuințării măsurilor alternative. Fața B a discului găzduiește doar două piese, scrise în aceeași perioadă. Prima dintre ele, piesă de rezistență din repertoriul grupului este compoziția ciclică «Negru-Vodă», lucrare de o deosebită valoare muzicală. Intervențiile viorii divizează spațiul sonor-istoric într-o serie de succesiuni ciclice în basorelief. Balansul ritmic al piesei pune în valoare și actualizează textul, cunoscuta baladă istorică populară. Ultima piesă a discului, compoziția instrumentală «Pseudo-Morgana», evidențiază ușoare influențe orientale, încheind meditativ atmosfera discului”—Octavian Ursulescu – Textul de prezentare a discului

## Piese
Fața A:
1. Ciclul anotimpurilor
A. Preludiu 
- A oilor 1:05
- Jocul timpului 3:20
B. Primăvara 
- Introducere 1:01
- Păpărugă 2:35
C. Vara 4:20
D. Toamna 4:31
E. Iarna
- Introducere 1:15
- Jocul caprelor 1:31
2. Nunta 4:18
Fața B:
3. Negru Vodă - baladă 14:55
4. Pseudo-Morgana 6:47
Muzică: prelucrări folclorice de Nicolae Covaci (1A1, 1B2, 1E1, 1E2) și Josef Kappl (1B1 , 1E1); compoziții de Nicolae Covaci (1A2, 1C, 1D, 2, 3, 4)

Versuri: Victor Cârcu (1C, 1D, 1E1, 2); George Topîrceanu (1D); texte populare (1B2, 3)

## Componența formației
- Nicolae Covaci – chitară solo, double-six, fluier, percuție, voce
- Mircea Baniciu – solist vocal, chitară acompaniament, double-six, percuție
- Iosif Kappl – chitară bas, vioară, percuție, voce
- Costin Petrescu – baterie
- Valeriu Sepi – percuție

## Versuri din piesele tăiate de cenzură
„Când răsare soarele, avem să ne-aducem aminte de ei

Și de-asemeni avem să-i jelim când soarele asfințește.

Iar când ne vom trezi, la bătaia miezului nopții, 

Avem să-i simțim în jurul nostru

Și ne vom afla mângâiați de pierderea lor.”—Fragment recitat în concert
„Voi, dar', care aveți inima bună 

S-adunăm tot ce în lume-i tânăr 

Să cântăm ce inima ne spune 

Neuitând de cei ce ne-au dat nume.”—Piesa „Cei ce ne-au dat nume”
„Sunt trei sate lăudate

În visterie nebăgate 

Nu dă birul la domnie 

De-mpărat nu vrea să știe”—Balada „Vișina”
„Cocoșii negri cântară 

Zori albe nu se vărsară 

Zorilor surorilor 

Nu grăbireți a zorire 

Pân' cutare s-o gătire 

S-o găti, s-o-mpodobire 

Cu podoabe de argint 

Cum n-o mai fost nicicând

Pân' a fi mers în pământ.”—Piesa „Cocoșii Negri”
„Rămasă-n lumea ei, durerea a zămislit găuri adânci
În care bufniți, lilieci și greieri se hărțuiesc cu spiriduși și iele.
Și-n râsul spaimei toți torceau în somnul nopții,
Din caierul de vise neomenești,
Poveștile nebune de vechi patimi barbare
Și de măcel de sate și de băut de sânge.”—Recitativ acompaniind piesa „Jocul timpului”

## Vezi și
- Sinteza Rapsodia—Anotimpurile